# United States Office of the Secretary of Defense

Sigillo dell'Ufficio del Segretario della Difesa

L'Office of the Secretary of Defense (traducibile come Ufficio del Segretario della Difesa, spesso abbreviato in OSD) è il quartier generale del Segretario della Difesa degli Stati Uniti d'America. Costituisce l'ufficio esecutivo del titolare del Dipartimento e lo assiste nell'esercizio delle sue funzioni.
L'OSD include, fra gli altri, il Vicesegretario della Difesa degli Stati Uniti d'America e i cinque sottosegretari; le nomine per queste posizioni spettano al Presidente, poi i candidati devono essere confermati dal Senato.

## Composizione

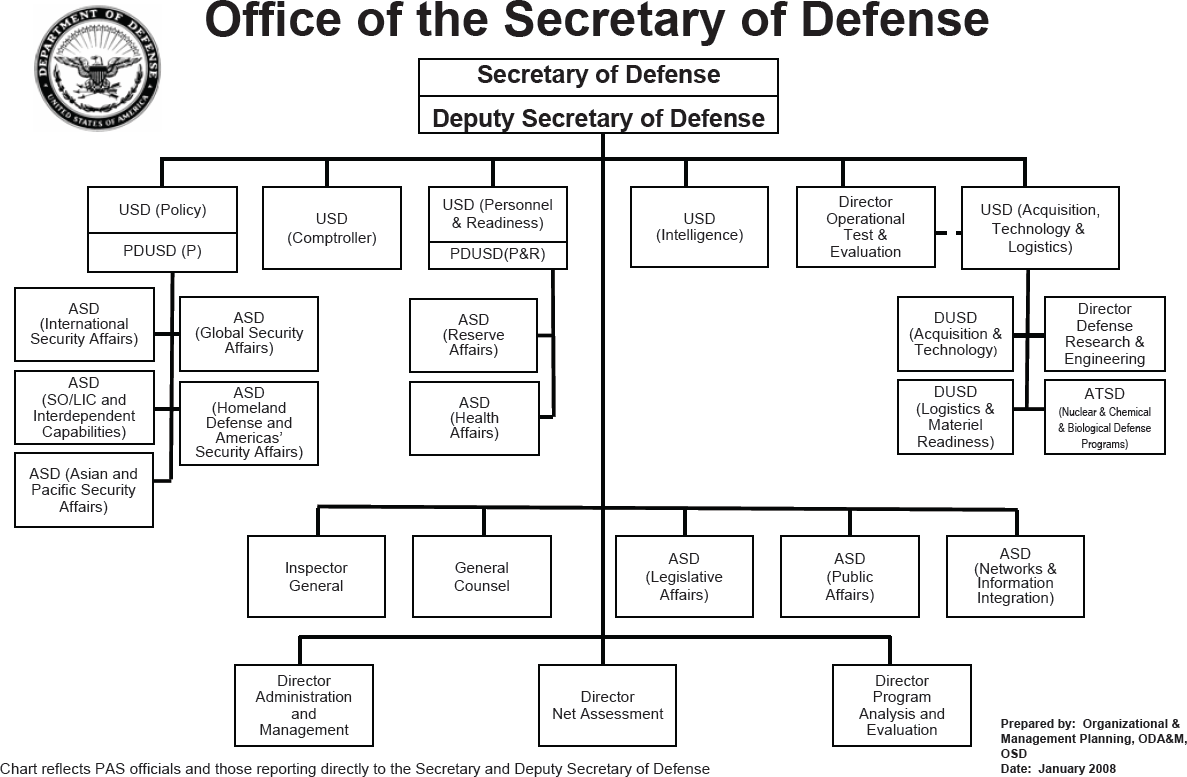
Struttura dell'OSD nel 2008

- Assistant Secretary of Defense for Asian and Pacific Security Affairs (APSA)
- Assistant Secretary of Defense for Global Strategic Affairs (GSA)
- Assistant Secretary of Defense for Health Affairs (HA)
- Assistant Secretary of Defense for Homeland Defense and Americas' Security Affairs (HD&ASA)
- Assistant Secretary of Defense for International Security Affairs (ISA)
- Assistant Secretary of Defense for Legislative Affairs (LA)
- Assistant Secretary of Defense for Logistics and Materiel Readiness (L&MR)
- Chief Information Officer (NII/DoD CIO)
- Assistant Secretary of Defense for Nuclear, Chemical & Biological Defense Programs (NCB)
- Assistant Secretary of Defense for Public Affairs (PA)
- Assistant Secretary of Defense for Research and Engineering (R&E)
- Assistant Secretary of Defense for Reserve Affairs (RA)
- Assistant Secretary of Defense for Special Operations/Low Intensity Conflict & Interdependent Capabilities (SO/LIC&IC)
- Assistant to the Secretary of Defense for Intelligence Oversight (ATSIO)
- Chief Information Office (OSD-CIO)
- Defense Prisoner of War/Missing Personnel Office (DPMO)
- Deputy Assistant Secretary of Defense for Manufacturing and Industrial Base
- Deputy Chief Management Officer
- Deputy Secretary of Defense
- Deputy Under Secretary of Defense for Installations and Environment (I&E)
- Director of Administration and Management (DA&M)
- Director of Cost Assessment and Program Evaluation (CAPE)
- Director of Family Policy
- Director of Force Transformation
- Director of Net Assessment
- Director of the Office of Corrosion Policy and Oversight
- Director, Operational Test and Evaluation (DOT&E)
- Director of Small Business Programs
- Executive Secretary of the Department of Defense
- General Counsel of the Department of Defense
- Secretary of Defense
- Under Secretary of Defense (Comptroller)/Chief Financial Officer (C/CFO)
- Under Secretary of Defense for Acquisition, Technology and Logistics (AT&L)
- Under Secretary of Defense for Intelligence (I)
- Under Secretary of Defense for Personnel and Readiness (P&R)
- Under Secretary of Defense for Policy (P)